# Shane Dobbin
Shane Dobbin (né le 22 janvier 1980 à Palmerston North) est un patineur de vitesse néo-zélandais. Il a participé à deux éditions des Jeux olympiques d'hiver, en 2010 à Vancouver (dix-septième du 5 000 mètres) et en 2014 à Sotchi en tant que porte-drapeau de sa délégation (septième au 10 000 mètres et quatorzième au 5 000 mètres).